# Bezirk Stanislau
Bezirk Stanislau – dawny powiat (Bezirk) kraju koronnego Królestwo Galicji i Lodomerii, funkcjonujący w latach 1854–1867. Siedzibą starostwa było miasto Stanislau (Stanisławów, obecnie Iwano-Frankiwsk).

## Historia
Bezirk Stanislau utworzono w ramach reformy uwłaszczeniowej z okresu Wiosny Ludów (1848–1849), która likwidowała jurysdykcję właściciela ziemskiego nad poddanymi. W Galicji, dominium – jako podstawowa jednostka administracyjna i filar systemu feudalnego straciło rację bytu. Konieczne stało się zatem wprowadzenie nowego systemu administracyjnego, którego zręby powstały w latach 1851–1855. Nowy trójstopniowy podział administracyjny objął 21 cyrkułów (niem. Kreise), 179 małych powiatów (niem. Bezirke) i ponad 6000 gmin (niem. Gemeinde).
Bezirk Stanislau objął obszar o wielkości 6,0 mil², zamieszkany przez 30.288 ludzi i podzielony na 25 gmin katastralnych, w tym jedno miasto (Stanislau). Wszedł w skład cyrkułu stanisławowskiego, jako jeden z jego dziesięciu powiatów.
Po nadaniu Galicji autonomii oraz powołaniu samorządu gminnego i powiatowego w 1865 zlikwidowano cyrkuły (Kreise). Dotychczasowe małe powiaty (Bezirke) w liczbie 179, utrzymały się do 1867 roku, kiedy to w następstwie kolejnej reformy administracyjnej (23 stycznia 1867) zostały zastąpione przez 74 większych powiatów. Obszar zniesionego Bezirk Stanislau wszedł wtedy w całości w skład nowego powiatu stanisławowskiego.

## Podział administracyjny (1854)
| Lp. | Gmina jednostkowa                       | Powierzchnia | Ludność | Powiat w 1867 po zniesieniu |
| --- | --------------------------------------- | ------------ | ------- | --------------------------- |
| 1   | Chomiaków                               | 2020         | 593     | stanisławowski              |
| 2   | Chryplin                                | 1500         | 620     | stanisławowski              |
| 3   | Czerniejów                              | 5740         | 1485    | stanisławowski              |
| 4   | Dobrowlany                              | 965          | 296     | stanisławowski              |
| 5   | Jamnica                                 | 3240         | 1481    | stanisławowski              |
| 6   | Knihinin                                | 640          | 594     | stanisławowski              |
| 7   | Kołodziejówka                           | 1620         | 637     | stanisławowski              |
| 8   | Krechowce                               | 1720         | 812     | stanisławowski              |
| 9   | Mykietyńce                              | 2870         | 884     | stanisławowski              |
| 10  | Opryszowce                              | 1320         | 915     | stanisławowski              |
| 11  | Pacyków                                 | 2240         | 809     | stanisławowski              |
| 12  | Pasieczna                               | 1110         | 2067    | stanisławowski              |
| 13  | Pawełcze                                | 4230         | 908     | stanisławowski              |
| 14  | Podłuże                                 | 2080         | 839     | stanisławowski              |
| 15  | Rybno                                   | 2480         | 312     | stanisławowski              |
| 16  | Stanislau (M)                           | 1950         | 10190   | stanisławowski              |
| 17  | Uhorniki                                | 1750         | 725     | stanisławowski              |
| 18  | Uhrynów Dolny                           | 890          | 421     | stanisławowski              |
| 19  | Uhrynów Górny                           | 2150         | 724     | stanisławowski              |
| 20  | Wołczyniec                              | 2550         | 983     | stanisławowski              |
| 21  | Zagwoźdź                                | 7305         | 1198    | stanisławowski              |
| 22  | Bednarów                                | 2400         | 1080    | stanisławowski              |
| 23  | Bryń                                    | 1840         | 206     | stanisławowski              |
| 24  | Ciężów                                  | 3175         | 865     | stanisławowski              |
| 25  | Majdan z Hutą, Huciskiem Nowym i Starym | 2705         | 644     | stanisławowski              |

Objaśnienie:
(M) = miasto; (m) = miasteczko